# Cyathura madelinae
Cyathura madelinae is een pissebed uit de familie Anthuridae. De wetenschappelijke naam van de soort is voor het eerst geldig gepubliceerd in 1989 door Hackney & Ganucheau.